# Franco Balmamion
Franco Balmamion (Nole, 11 januari 1940) is een voormalig Italiaans wielrenner. Hoogtepunten in zijn professionele carrière als wegrenner waren de eindzeges in de Ronde van Italië in 1962 en 1963.

## Belangrijkste overwinningen
1962
- Eindklassement Ronde van Italië
- Milaan-Turijn
- Ronde van de Apennijnen

1963
- Eindklassement Ronde van Italië
- Kampioenschap van Zürich

1967
- Italiaans kampioenschap op de weg, Elite
- Ronde van Toscane

1969
- 5e etappe deel A Parijs-Nice (ploegenrijdrit)
- Ploegenklassement Parijs-Nice

## Resultaten in voornaamste wedstrijden
| Jaar | Ronde van Italië | Ronde van Frankrijk | Ronde van Spanje |
| ---- | ---------------- | ------------------- | ---------------- |
| 1961 | 20e              |                     |                  |
| 1962 | ↑                |                     |                  |
| 1963 | ↑                | opgave              |                  |
| 1964 | 8e               |                     |                  |
| 1965 | 5e               |                     |                  |
| 1966 | 6e               |                     |                  |
| 1967 | ↑                | ↑                   |                  |
| 1968 | 7e               |                     |                  |
| 1969 |                  | 39e                 |                  |
| 1970 | 12e              | 12e                 |                  |
| 1971 | opgave           | opgave              |                  |
| 1972 | 38e              |                     |                  |

| Jaar | Milaan-San Remo | Gent-Wevelgem | Ronde van Vlaanderen | Parijs-Roubaix | Ronde van Lombardije | Waalse Pijl |  | WK op de weg |  | Wereldranglijsten |
| ---- | --------------- | ------------- | -------------------- | -------------- | -------------------- | ----------- |  | ------------ |  | ----------------- |
| 1961 | 60e             |               |                      | 107e           |                      |             |  |              |  |                   |
| 1962 | 71e             | 51e           |                      |                | 16e                  |             |  |              |  | 8e (SPP)          |
| 1963 | 7e              |               |                      |                |                      |             |  |              |  |                   |
| 1964 | 87e             |               |                      |                |                      |             |  |              |  |                   |
| 1965 | ↑               |               |                      |                | 32e                  |             |  | 8e           |  |                   |
| 1966 | 8e              |               |                      |                |                      |             |  |              |  |                   |
| 1967 |                 |               |                      | 42e            |                      |             |  | 30e          |  | 5e (SPP)          |
| 1968 | 72e             |               | 53e                  |                |                      |             |  |              |  |                   |
| 1969 | 56e             |               |                      |                |                      | 65e         |  |              |  |                   |
| 1970 | 89e             |               |                      |                |                      |             |  |              |  |                   |
| 1971 |                 |               |                      |                |                      | 17e         |  |              |  |                   |
| 1972 |                 |               |                      |                |                      |             |  |              |  |                   |